# Col de la Croix de Marchampt
Der Col de la Croix de Marchampt ist ein 685 Meter hoher französischer Gebirgspass im Zentralmassiv. Er befindet sich in der Region Auvergne-Rhône-Alpes im Départements Rhône und verbindet über die D9 die Gemeinden Claveisolles im Westen und Marchampt im Osten.

## Streckenführung
Die Westauffahrt beginnt in Claveisolles bei der Ortschaft Pont Gaillard, wo die D9 von der D23 abzweigt. Sie ist 5,1 Kilometer lang und weist eine durchschnittliche Steigung von 5,1 % auf. Die schmale Straße verläuft gleichmäßig und beinhaltet zahlreiche Kurven. Auf dem letzten Kilometer flacht die Steigung etwas ab.
Die Ostauffahrt beginnt in Marchampt, obwohl die Straße bereits ab Quincié-en-Beaujolais leicht ansteigt. Die letzten sechs Kilometer weisen eine durchschnittliche Steigung von 5,2 % auf, wobei die Steigungsprozente auf der zweiten Hälfte geringfügig höher sind.
Alternativ kann die Passhöhe auch über die D621 erreicht werden, die den Col de la Croix de Marchampt mit dem südlicheren Col de la Croix Rosier verbindet.